# Mo Bounce
Nota:Não confundir Mo Bounce com Bounce. 
"Mo Bounce" é uma canção da rapper australiana Iggy Azalea, lançada em 24 de março de 2017. Foi produzida por The Stereotypes e Far East Movement.
A canção teve prévias apresentadas desde o início do mês de março com várias imagens postadas em suas redes sociais.

## Recepção da crítica
Lauren Tom, da revista Billboard, comenta que "a batida otimista e os versos divertidos e fortes refletem a música mais feliz e talvez reflita a vida dela [Iggy] agora".

## Vídeo musical
O vídeo musical que acompanha foi filmado em Hong Kong pelo diretor Lil Internet no final de fevereiro de 2017. Em 20 de março de 2017, a Vevo anuncia que o vídeo iria ser liberado em 24 de março. Em 21 de março, Iggy Azalea publica uma sequência de gifs animados do videoclipe em seu perfil Twitter. Eles apresentam várias mulheres fazendo twerking, sendo que uma delas é Azalea. Para promover o single, a Vevo publica 20 segundos do vídeo em 22 de março.
O vídeo musical estreou oficialmente na Vevo em 24 de março de 2017, mesmo dia em que a canção foi liberada.

## Histórico de lançamento
| Região         | Data                | Formato           | Gravadora         | Ref.   |
| -------------- | ------------------- | ----------------- | ----------------- | ------ |
| Mundo          | 24 de março de 2017 | Download digital  | Def Jam Universal | [ 4 ]  |
| Estados Unidos | 11 de abril de 2017 | Rádios mainstream | Def Jam Universal | [ 18 ] |